# Whatever's Got You Down
Whatever's Got You Down är Samiams sjunde studioalbum, utgivet 2006 på skivbolagen Hopeless Records och Burning Heart Records.

## Låtlista
| Nr  | Titel                                 | Kompositör        | Längd |
| --- | ------------------------------------- | ----------------- | ----- |
| 1.  | When We're Together                   | Beebout, Kennerly | 3:14  |
| 2.  | Take Care                             | Beebout, Loobkoff | 3:11  |
| 3.  | Get It Right                          | Beebout, Loobkoff | 3:47  |
| 4.  | Do You Want to Be Loved               | Beebout, Loobkoff | 3:18  |
| 5.  | Storm Clouds                          | Beebout, Loobkoff | 3:37  |
| 6.  | Anything                              | Beebout, Kennerly | 3:26  |
| 7.  | Come Home                             | Beebout, Loobkoff | 3:25  |
| 8.  | Are You Alright                       | Beebout, Kennerly | 2:37  |
| 9.  | Lullaby                               | Beebout, Kennerly | 4:26  |
| 10. | Believer                              | Beebout, Kennerly | 2:45  |
| 11. | Holiday Parade                        | Beebout, Loobkoff | 4:05  |
| 12. | Bide My Time                          | Beebout, Loobkoff | 3:37  |
| 13. | Bonus track 1 (untitled hidden track) |                   | 0:59  |

### Fotnoter
1. ↑  ”Whatever's Got You Down”. Discogs.com. http://www.discogs.com/Samiam-Whatevers-Got-You-Down/master/213592. Läst 24 april 2012.